# Альзергрунд
Альзергрунд (нем. Alsergrund) — девятый район Вены. Присоединён к городу в 1862 году. На юго-востоке граничит с Внутренним городом, на юго-западе — с Йозефштадтом, на западе — с Хернальсом и Верингом, на севере — с Дёблингом, на востоке, где граница проходит по Донауканалу, — с Бригиттенау и Леопольдштадтом.
Площадь района составляет 3,0 км², население — 41 812 человек (1 января 2021), плотность населения — 14 115 чел./км².
Альзергрунд является густонаселённым районом с большим количеством муниципального жилья. На территории района расположены церковь Вотивкирхе, мусоросжигательный завод с теплоэлектростанцией «Шпиттелау» (архитектор Хундертвассер), казармы Россауэр, в которых располагается Министерство обороны и спорта Австрии.

## Население
| Год  | Численность |
| ---- | ----------- |
| 2005 | 39472       |
| 2006 | 39264       |
| 2007 | 39160       |
| 2008 | 39466       |

| Год  | Численность |
| ---- | ----------- |
| 2009 | 39167       |
| 2010 | 39344       |
| 2011 | 39315       |
| 2012 | 39431       |

| Год  | Численность |
| ---- | ----------- |
| 2013 | 39968       |
| 2014 | 40528       |
| 2015 | 40882       |
| 2016 | 43095       |

| Год  | Численность |
| ---- | ----------- |
| 2017 | 42709       |
| 2018 | 42547       |
| 2019 | 41958       |
| 2020 | 41884       |

## Экономика и инфраструктура

### Общественный транспорт
По территории района Альзергрунд проходят 3 линии метро и располагается 9 станций. Линия U6 проходит вдоль западной границы района — по улице Гюртель, линия U4 — вдоль восточной границы Альзергрунда, по Дунайскому каналу, линия U2 расположена на юге района.
Несколько трамвайных линий отправляется от станции Шоттентор, расположенной на Ринге в сторону окраины Вены, пересекая при этом Альзергрунд. Наиболее важными из них являются линии 37, 38, 40, 41, 42, 43, 44. Трамвайные линии 5 (Praterstern/Westbahnhof) und 33 (Josefstädter Straße/Floridsdorfer Brücke) следуют перпендикулярно вышеобозначенным трамвайным линиям, проходя весь район радиально насквозь.
На территории района Альзергрунд располагается вокзал Франца-Иосифа.

### Образование
Район Альзергрунд является студенческим районом Вены, так как именно в нём расположено самое большое количество учебных корпусов и студенческих общежитий Вены. На территории Альзергрунд находится Венский университет со множеством корпусов. Недалеко от главного корпуса, на месте старого центрального госпиталя (Altes AKH), расположен кампус со множеством учебных корпусов.
На севере района располагается бывший кампус Венского экономического университета, который сейчас занимает Венский аграрный университет. Также на севере Альзергрунда находятся геологоческий, математический, фармацевтический и биологический факультеты Венского университета. На улице Верингерштрассе (Währingerstraße) располагаются химический и физический факультеты, а также факультет информатики Венского университета.
Венский медицинский университет, крупнейший медицинский университет в немецкоговорящих странах, располагается на улице Шпитальгассе (Spitalgasse) в здании AKH (Allgemeines Krankenhaus — общий госпиталь).
В Альзергрунде расположен известный французский лицей Lycée Français de Vienne, предоставляющий франкоязычной дошкольное, начальное, среднее и полное образование, Высшая школа моды и экономики, где представлены специальности в области моды и культурного туризма. Кроме этого в районе представлен большой выбор различных начальных, средний и специальных образовательных учреждений.

### Здравоохранение
Из-за расположенного центрального госпиталя Вены AKH Альзергрунд является центром венского здравоохранения и медицины. Уже на рубеже XVIII и XIX веков многие врачи предпочитали селиться поблизости центрального госпиталя, расположенного немного южнее современного нового комплекса AKH. Поэтому очень быстро Альзергрунд и Йозефштадт стали называть районом врачей. В непосредственной близости от нового AKH расположены частные клиники и больницы, в 1998 году там же появилась центральная общая поликлиника, а в нескольких жилых кварталах от госпиталя находится детский госпиталь Св. Анны.
На севере Альзергрунда, вдали от района врачей, расположены санаторий Гера, Евангелическая больница и дома престарелых.

## Культура и достопримечательности
Штрудльхофские лестницы — памятник архитектуры стиля модерн, на пересечении улиц Штрудльгофгассе, Верингерштрассе и Лихтенштайштрассе.

### Театры и опера
На территории района Альзергрунд расположено несколько театров и опера.
- Der Bogen
- Experiment am Liechtenwerd (театр)
- the Fundus (театр)
- Международный Венский театр
- Драматический театр Вены
- Студия Мольер (Вена)
- Театр в Альзергрунде
- Theater-Center-Forum (театр)
- Венская народная опера
- Мастерская и дом культуры (Werkstätten- und Kulturhaus)
- Театр им. Шуберта

### Музеи
В районе расположились многочисленные музеи Вены. По адресу Берггассе, 19 (Berggasse) находится квартира и рабочий кабинет Зигмунда Фрейда. Фрейд жил здесь с 1891 года до эмиграции в Англию в 1938 году. Сейчас по этому адресу расположен музей Зигмунда Фрейда.
В районе представлен Дом-музей Шуберта по адресу Нуссдорферштрассе 54 (Nußdorfer Straße 54). В музее прихода Лихтенталер представлена небольшая коллекция и мемориал в честь композитора. В главном здании Австрийского национального банка по адресу Зензенгассе 2 (Sensengasse 2) расположен Музей денег.
Так как долгое время Альзергрунд был центром здравоохранения Вены, сейчас в нём представлены многочисленные медицинские музеи: Паталого-анатомический музей в Башне дураков, Стоматологический музей в Университетской стоматологической клинике, Фармацевтический и аптекарский музей, Музей истории медицины и Музей института судебной медицины.

## Известные уроженцы и жители района
- Якоб Альт — художник-пейзажист, график и литограф.
- Рудольф фон Альт — художник-акварелист.
- Роберт Барани — оториноларинголог, лауреат Нобелевской премии по физиологии и медицинев 1914 году.
- Людвиг ван Бетховен — композитор и пианист.
- Альфред Вольф — писатель.
- Теодор Герцль — общественный и политический деятель, основатель Всемирной сионистской организации.
- Хаймито фон Додерер — писатель.
- Хельмут Квартингер — писатель, актёр.
- Франц Лёблих — предприниматель, политик, домовладелец.
- Зигфрид Линдермаур — политик.
- Йорг Мауте — писатель, журналист.
- Франц фон Мач — художник и скульптор.
- Вольфганг Амадей Моцарт — композитор проживал с 1788 по осень 1790 по адресу Верингерштрассе 26 (Währinger Straße 26), где создал оперу «Так поступают все» и свои 3 последние симфонии.
- Лео Перуц — писатель, признанный мастер экспрессионизма и «магической» литературы, «хоррора».
- Рудольф Прикрюл — бургермайстер Вены.
- Юлиус Тандлер — врач, политик.
- Фридрих Торберг — писатель, журналист, публицист, сценарист.
- Анна Фрейд — психолог и психоаналитик
- Зигмунд Фрейд — психолог, психиатр и невролог.
- Альфред Герман Фрид — журналист и пацифист, лауреат Нобелевской премии мира за 1911 год.
- Эрих Фрид — писатель, поэт, журналист и радиоведущий.
- Арнольд Шёнберг — композитор, педагог, музыковед, дирижёр. Крупнейший представитель музыкального экспрессионизма, основоположник новой венской школы, автор таких техник, как додекафония (12-тоновая) и серийная техника.
- Артур Шницлер — прозаик, драматург.
- Франц Шуберт — композитор, один из основоположников романтизма в музыке, автор около 600 вокальных композиций, девяти симфоний, а также большого количества камерной и сольной фортепианной музыки.
- Эрвин Шрёдингер — физик-теоретик, лауреат Нобелевской премии по физике (1933)[10].

## Города и районы-побратимы
- Такарадзука, Япония — с 1994 года
- Дунчэн, Пекин, Китай

### Города-партнеры
- Вэньчжоу, Пекин, Китай[11]